# کاوکو هاکاراینن
کاوکو هاکاراینن (فنلاندی: Kauko Hakkarainen؛ زادهٔ ۳۰ دسامبر ۱۹۳۲) بازیکن فوتبال اهل فنلاند بود.
وی همچنین در تیم ملی فوتبال فنلاند بازی کرده‌است.